# Cladonema radiatum
Cladonema radiatum är en nässeldjursart som beskrevs av Félix Dujardin 1843. Cladonema radiatum ingår i släktet Cladonema och familjen Cladonematidae. Arten är reproducerande i Sverige. Inga underarter finns listade i Catalogue of Life.